# DOG EAR RECORDS
DOG EAR RECORDS（ドッグイヤー・レコーズ）は、ゲーム音楽作曲家、植松伸夫によって設立されたレコードレーベルである。

## 概要
主に植松伸夫自身が携わる作品の音楽出版を手がける。また、レーベルに参加をしている作曲家なども同様に作品を販売もする。コンサートなどの企画も行っている。レーベルの拠点が置かれているのは東京都目黒区自由が丘である。

## 来歴
- 2006年10月4日 自主レーベル「株式会社ドッグイヤー・レコーズ」を設立。11月20日にWebサイトを開設。
- 2007年2月28日 ドッグイヤーレコーズのスタッフによる公式ブログ「DERBLOG」を開設。
- 2007年10月1日 公式Webサイトをリニューアル更新がされる。また、犬耳ラジオがスタート。同日の公式ブログサイトにてスクウェア・エニックスから音楽プロデューサーの松下謙介が移籍をしたことを公表。
- 2007年10月20日 12月20日にスウェーデンのストックホルムにてファイナルファンタジー20周年を記念をするDistant Worlds: music from FINAL FANTASYを開催、あわせてワールドツアーを実施することを発表。
- 2007年11月19日 「Microsoft Presents "Orchestral Pieces fromLOST ODYSSEY & BLUE DRAGON"」-東京オーチャードホールにて開催。
- 2007年12月20日 にスウェーデンのストックホルムにてファイナルファンタジー20周年を記念をするDistant Worlds: music from FINAL FANTASYを開催。
- 2008年3月19日 『THE BLACK MAGES III Darkness and Starlight』をDOG EAR RECORDSから発売。
- 2008年7月25日 YouTubeにて公式チャンネル開設と動画投稿を開始。
- 2008年8月1日 iTunes Storeにて世界配信を開始予定。
- 2008年8月9日 - 『THE BLACK MAGES III Darkness and Starlight LIVE』、横浜BLITZにて開催。
- 2009年11月25日 - 『ピアコンI/ピアコンズ』をDOG EAR RECORDSから発売。
- 2009年11月28日 - 11月29日 - 『犬耳家親族会議Vol.3』を原宿アストロホールにて開催。
- 2010年2月5日 - 2月7日 - ファンクラブ犬耳家の親族会員から参加者を募り植松伸夫と行くファイナルファンタジーDistant Worlds: music from FINAL FANTASYコンサート鑑賞韓国ツアーを実施。
- 2010年3月10日 - 50周年記念アルバム『植松伸夫の10ショートストーリーズ』をDOG EAR RECORDSより発売。
- 2010年3月13日 - 『犬耳家親族会議Vol.4』を渋谷DUOにて開催。イベント初の植松伸夫本人による生演奏、伊藤賢治のバンドの初ライブが上演される。
- 2009年9月22日 - 『ピアコンII/ピアコンズ』をDOG EAR RECORDSから発売。
- 2010年10月11日 - 『自由が丘女神まつり』にて植松伸夫新バンドプロジェクトEARTHBOUND PAPASの初ライブが上演される。
- 2010年10月30日 - 『犬耳家親族会議Vol.5』を渋谷DUOにて開催。植松伸夫新バンドプロジェクトEARTHBOUND PAPASも参加。
- 2010年11月11日 - Dog Ear Recordsのホームページリニューアル。
- 2010年11月18日 - Wii『ラストストーリー』の作曲の担当者として植松伸夫が発表される。

## 作品
- ブルードラゴン（2006）
- アナタヲユルサナイ（2007）
- ロストオデッセイ（2007）
- THE BLACK MAGES III Darkness and Starlight（2008）
- ピアコンI/ピアコンズ（2009）
- 植松伸夫の10ショートストーリーズ/ウエマツノビヨと犬耳家の一族（2009）
- ピアコンII/ピアコンズ（2010）
- ラストストーリー（2011）
- ファンタジーライフ（2012）

## インターネットラジオ
- 犬耳ラジオ：『DOG EAR RECORDS』で運営されているインターネットラジオ